# 鲍曼 (南卡罗来纳州)
鲍曼（英文：Bowman），是美国南卡罗来纳州下属的一座城市。城市类型是“Town”。其面积大约为1.2平方英里（3.1平方公里）。根据2010年美国人口普查，该市有人口968人，人口密度约为每平方 英里808.69人（约合每平方公里312.25人）。